# 순창 충신리 석장승
순창 충신리 석장승(淳昌 忠信里 石長栍)은 대한민국 전북특별자치도 순창군 순창읍, 순창문화회관에 있는 조선시대의 장승이다. 1979년 1월 23일 대한민국의 국가민속문화재 제101호로 지정되었다.

## 개요
충신리 대로변에 있는 석장승이다. 순창읍에서 전주로 가는 길을 따라 북쪽으로 500m 정도 가면 길 오른쪽 논둑에 서 있다. 마을을 지키는 수호신으로 ‘당산’ 혹은 ‘벅수’라고 불리기도 한다.
지상에 솟은 부분이 180cm에 이르는 거대한 사각의 자연석인데, 그 한 면만을 다듬어 장승의 모습을 갖추었다. 머리는 왼쪽으로 경사지도록 깎여 있고, 일대의 다른 장승과는 달리 눈이 작게 조각되었다. 콧날은 세모난데 끝이 뭉툭하게 잘려져 있다. 장승의 코가 아들을 낳는데 효험이 있다는 민간신앙에 따라 아들 낳기를 원하는 마을 아낙들이 떼어간 듯하다. 이마와 양 볼에 혹이 불거져 나왔는데 이마에 새겨진 혹은 불상의 눈썹사이에 있는 백호(白毫)를 연상시킨다. 웃는 듯한 입 사이로 내민 혀의 모습이 소박하고 친근감을 느끼게 해준다. 대개의 석장승이 몸체에 이름을 새겨 성(性)을 드러내지만 충신리 장승에는 이런 내용이 새겨져 있지 않아 그 구분이 애매하지만 마을에서는 애교스런 생김새와는 달리 남장승으로 전하고 있다.
마을 수호신인 장승에게 지내는 동제는 매년 음력 정월보름전에 당산제를 올린 후에 지냈으나, 지금은 행해지지 않아 아쉬움을 준다. 순창읍에서 동쪽의 남원으로 가는 길에 다른 석장승이 남아 있는 것으로 미루어 마을로 들어오는 각각의 길목에 석장승을 세웠던 것으로 짐작된다. 조선시대에 세워진 것으로 보이는 이 장승은 마을을 수호하고 부정한 것의 침입을 막기 위한 주민들의 염원이 깃들어 있는 민속신앙의 한 본보기라 할 수 있다.

## 같이 보기
- 장승

## 참고 자료
- 순창 충신리 석장승 - 국가유산청 국가유산포털